# غواصة يو-139
كانت الغواصة يو-139 واحدة من 329 غواصة خدمت في البحرية الإمبراطورية الألمانية خلال الحرب العالمية الأولى.